# TOS-2 Tossotchka
Le TOS-2 est un lance-roquettes multiple russe à munitions thermobariques qui est entré en service en 2021. Il est surnommé Tossotchka (russe : Тосочка). Il s'agit d'une version plus légère, moins chère, plus efficace et plus mobile du système TOS-1. 

## Caractéristiques
Le TOS-2 est basé sur un châssis 6x6 de camion militaire Ural-63704-0010 à roues, contrairement au TOS-1 qui était basé sur un châssis chenillé de char T-72.
Il dispose de 18 tubes de lancement pour roquettes de calibre 220 mm. Ce système de fusées est utilisé pour bombarder les bâtiments, les bunkers et les fortifications de campagne à l'aide de ses fusées thermobariques ou incendiaires. Il peut utiliser 3 types de roquettes y compris les mêmes munitions que le TOS-1 : 
- MO.1.01.04 - (en russe : неуправляемый реактивный снаряд, soit « missile non guidé ») mesure 3,3 m de long et pèse 173 kg. La fusée d'origine du TOS-1A avait une portée de seulement 3 km[1].
- MO.1.01.04M - mesure 3,7 m de long et pèse 217 kg. Cette version étend la portée à 6 km. Le système a été modernisé en 2016[2].
- M0.1.01.04M2 - modernisation en mars 2020 qui incorpore une ogive thermobarique plus lourde avec une meilleure portée allant jusqu'à 10 km[3].

La cabine est légèrement blindée pour résister à des tirs d'armes légères et de fragments d'obus, elle est par contre plus spacieuse ce qui permet à tout l'équipage de cinq personnes de rentrer dans la cabine. Le ciblage et la mise à feu ont reçu des améliorations et peuvent se faire entièrement depuis l'intérieur du véhicule en théoriquement 90 secondes après arrêt. Le véhicule de combat a reçu un système de conduite de tir moderne basé sur la navigation par satellite, des capteurs météorologiques, des équipements de communication ainsi qu'un ordinateur balistique. Il bénéficie également de mesures de guerre électronique. 
Il est alimenté par un moteur diesel YaMZ-652 de 440 chevaux et il intègre une grue hydraulique pour grandement faciliter le rechargement. Cet ajout permet de se passer d'un véhicule de rechargement dédié et réduit donc considérablement le temps et les coûts de production.
Le passage d'un véhicule chenillé à un véhicule à roues permet au TOS-2 de parcourir des distances beaucoup plus grandes sans moyen de locomotion supplémentaire. Par contre, la perte des chenilles réduit la mobilité du véhicule sur les terrains accidentés.

## Historique
Ce véhicule a été developpé par "l'Association de recherche et de production SPLAV" (NPO Splav (en)
) en collaboration avec les Usines de Motovilikha (Perm). Quelques unités de préproduction ont été révélées publiquement pour la première fois en 2020 lors d'un défilé militaire. Le TOS-2 succède au TOS-1. Il est présenté officiellement lors de l'exercice Kavkaz-2020. Il est livré à l'armée russe à partir de 2021.
Le déploiement du TOS-2 est mentionné en novembre 2021 près de la frontière avec Ukraine et son utilisation est revendiquée en mai 2022 selon l'agence TASS lors de l'invasion de l'Ukraine par la Russie,. Le ministère russe de la défense publie la première vidéo du TOS-2 en situation de combat réel le 17 octobre 2023. La première perte au combat à eu lieu lors de la guerre russo-ukrainienne, le 14 février 2025. Le véhicule aurait été détruit par un drone kamikaze dans l'oblast de Donetsk en Ukraine.